# Edwin Walker
Edwin Anderson Walker (ur. 10 listopada 1909 w hrabstwie Kerr w stanie Teksas, zm. 31 października 1993 w Dallas) – amerykański generał major, który służył podczas II wojny światowej i wojny koreańskiej.

## Życiorys
Studiował na New Mexico Military Institute, a potem w United States Military Academy w West Point, którą ukończył w 1931 roku.
Podczas II wojny światowej walczył na froncie włoskim, a potem w południowej Francji, gdzie pokonał niemiecki garnizon na Îles d'Hyères. W czasie wojny koreańskiej dowodził 7. pułkiem piechoty amerykańskiej 3 Dywizji Piechoty w walkach przeciwko Chińczykom.
Złożył rezygnację ze służby w 1959 roku, lecz prezydent Dwight Eisenhower odmówił jej przyjęcia i dał Walkerowi dowództwo 24 Dywizji Piechoty stacjonującej w Augsburgu w Niemczech. Walker ponownie zrezygnował ze służby w 1961 roku po publicznym i formalnym przyjęciu przez Kolegium Połączonych Szefów Sztabów za rzekome określanie w druku Eleanory Roosevelt i Harry'ego S. Trumana mianem „różowych” oraz za naruszenie Hatch Act z 1939 roku poprzez próbę wpływania na głosy swoich żołnierzy. Prezydent John F. Kennedy przyjął jego rezygnację, czyniąc Walkera jedynym amerykańskim generałem, który zrezygnował ze służby w XX wieku.
Na początku 1962 roku Walker kandydował na gubernatora Teksasu, lecz przegrał prawybory Demokratów na rzecz ostatecznego zwycięzcy, Johna Connally'ego. W październiku 1962 roku został aresztowany za promowanie zamieszek na University of Mississippi, które wybuchły w proteście przeciwko przyjęciu czarnoskórego studenta Jamesa Mereditha na ówcześnie „biały” uniwersytet. Prokurator generalny Robert F. Kennedy nakazał umieszczenie Walkera w szpitalu psychiatrycznym na 90-dniową obserwację, lecz American Civil Liberties Union i psychiatra Thomas Szasz protestowali wraz z grupami prawicowymi przeciwko tej decyzji i Walker został zwolniony po pięciu dniach. Adwokat Robert Morris na początku 1963 roku przekonał ławę przysięgłych stanu Mississippi, aby nie oskarżała Walkera o przestępstwo.
Walker poinformował, że 10 kwietnia 1963 roku stał się celem zamachu we własnym domu, ale uniknął poważnych obrażeń, ponieważ kula wystrzelona z zewnątrz uderzyła w ramę okna. Po zakończeniu śledztwa w sprawie zabójstwa Johna F. Kennedy'ego Komisja Warrena stwierdziła, że niedoszłym zabójcą Walkera był Lee Harvey Oswald.